# Pražská brána (České Budějovice)
Pražská brána (též zvaná Písecká) byla jednou z hlavních městských bran Českých Budějovic, která ze severu zakončovala Krajinskou ulici.

## Charakteristika
Věžová brána s obdélníkovou základnou dosahovala šíře 9 metrů, délky 13 metrů a výšky 18,3 metru. Gotická část byla dlouhá 9,5 metru, směrem na Mariánské náměstí byla později prodloužena. Průjezd na obou koncích uzavírala vrata a jištěný byl hřebenem. Vjezdový gotický portál dosahoval 3,5–4 metry na šířku i na výšku. Středně velká pravoúhlá okna bylo možné využít jako střílny. Na vrcholu umístěná atika patrně nahradila střechu zaniklou při požáru 1641. Původně gotická brána v důsledku přestaveb a úprav vykazovala renezanční prvky.

## Historie
Lze předpokládat, že brána existovala již v roce 1304, kdy město odolalo vojenskému útoku. První písemná zmínka pochází z roku 1335. Při bourání v 19. století měly být nalezeny pražské groše z doby Karla IV. Dále měl být nalezen základní kámen s letopočtem 1487, ale tento údaj nelze ověřit. V této době, tedy na přelomu 15. a 16. století, se předpokládají stavební úpravy. V 16. století, pravděpodobně kolem roku 1558, kdy byl na věž zavěšen zvon, došlo k renezančním úpravám. Předbraní bylo opevněno mohutným podkovovitým barbakanem dlouhým 45 metrů a vybaveným samostatnou renezanční branou. Roku 1605 byly na průčelí z Krajinské umístěny hodiny, v roce 1607 doplněny o hodiny sluneční. Barokní éra přinesla posílení v podobě samostatných ravelinů. K odstranění brány došlo v roce 1867. Následně byl odstraněn barbakán. Uvolněnému prostoru mezi domy se začalo říkat V Bráně.

## Události

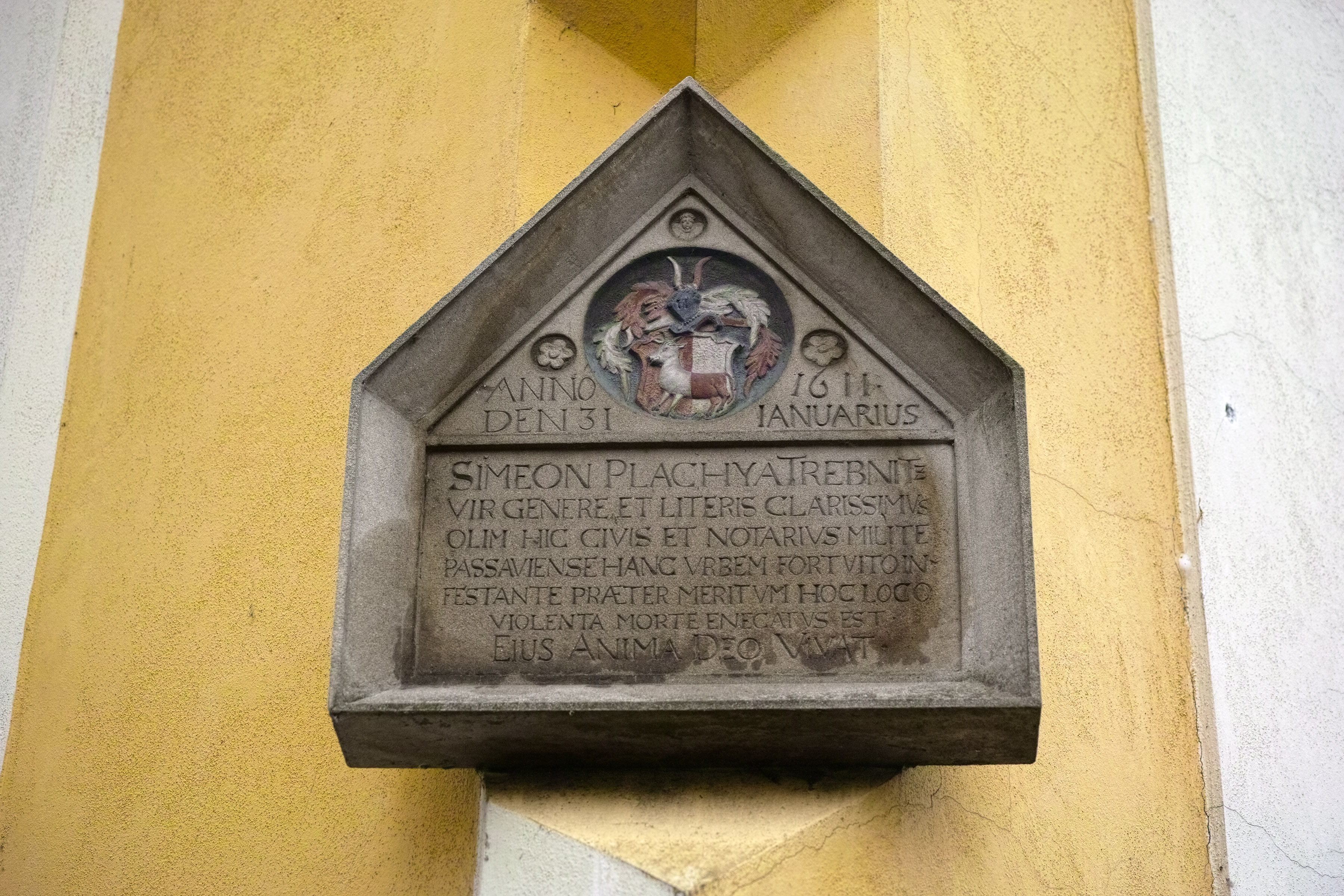
Pamětní deska Šimona Plachého

V roce 1304 na město zaútočil Albrecht I. Habsburský, neúspěšně. Roku 1461 vjel prapory ozdobenou Pražskou branou za zvuku fanfár do města král Jiří z Poděbrad s chotí Johankou z Rožmitálu. V časných ranních hodinách 13. ledna 1611 pronikli do města Pasovští. Využili lsti, pod záminkou odjezdu vozu se zbožím nechali spustit padací most přes Mlýnskou stoku. Vozem najeli na most, který pak nebylo možno zvednout a ukryté vojenské jednotky vtrhly do města. U brány se v té době pohyboval městský písař Šimon Plachý z Třebnice, který vpád zaplatil životem. Na bránu byla na jeho památku umístěna vůbec první pamětní deska v Českých Budějovicích. Originál je uložen v Jihočeském muzeu, v roce 1995 byla replika desky zavěšena na nároží vedlejšího domu (Krajinská 212/43). Roku 1631 byly Pražskou branou do města přivezeny České korunovační klenoty. V kostele svatého Mikuláše přečkaly saský vpád a v roce 1633 byly vráceny do Prahy.

## Odstranění a pokus o obnovu

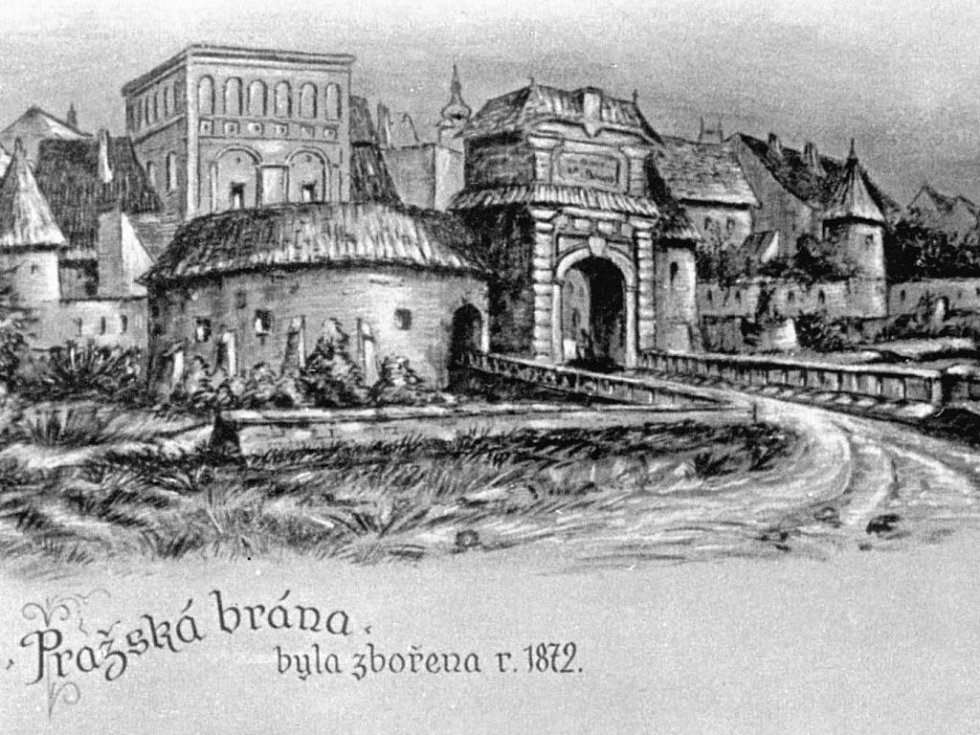
Pražská brána, v popředí původně renezanční a později barokně upravená barbakánová brána. Letopočet je chybný.

Pražská brána byla po odstranění Linecké a Vídeňské poslední branou v Českých Budějovicích. Přes kritiku záměru bránu odstranit jej radnice prosadila s odůvodněním, že Krajinskou třídu je potřeba provětrat a ozdravit. Brána v té době nepřekážela, odstraněna byla několik dekád před zavedením tramvajové a automobilové dopravy. Kritiku českobudějovické radnice za bourání památek ve článku věnovaném Pražské bráně zveřejnil roku 1869 časopis Květy:
| „                       | Ze starých bran, které Budějovice ještě před 30 roky měly, před dvěma roky padla předposlední za oběť vandalismu. Tyto věžité brány, ačkoliv v 17. století modernisované, pocházejí se svými masivními gotickými věžmi se 14. století. S pádem této brány pochováno kus historie. […] | “ |
| — Květy, 19. srpna 1869 | |   |

V roce 1875 informoval list Budivoj o zahájení likvidace renezančního barbakánu:
| „                          | Bourání domků na baštách u bývalé pražské brány počalo se tyto dny. Až posud zbořeny byly krámce a budky po levé straně silnice. Pamětní deska o usmrcení městského syndika Plachý-ho, která na západo–severní straně zazděna byla, zavěšena bude na budově zdejší spořitelny. | “ |
| — Budivoj, 23. května 1875 | |   |

Renezanční klenutý most byl stržen v roce 1880.
V roce 1995 připravila společnost BAHA studii na obnovení Pražské brány (a také Rybářské branky u Předního mlýna). Nenašel se ale investor a projekt nebyl realizován. Replika měla být umístěna blíže k Mariánskému náměstí.

## Dochované stopy

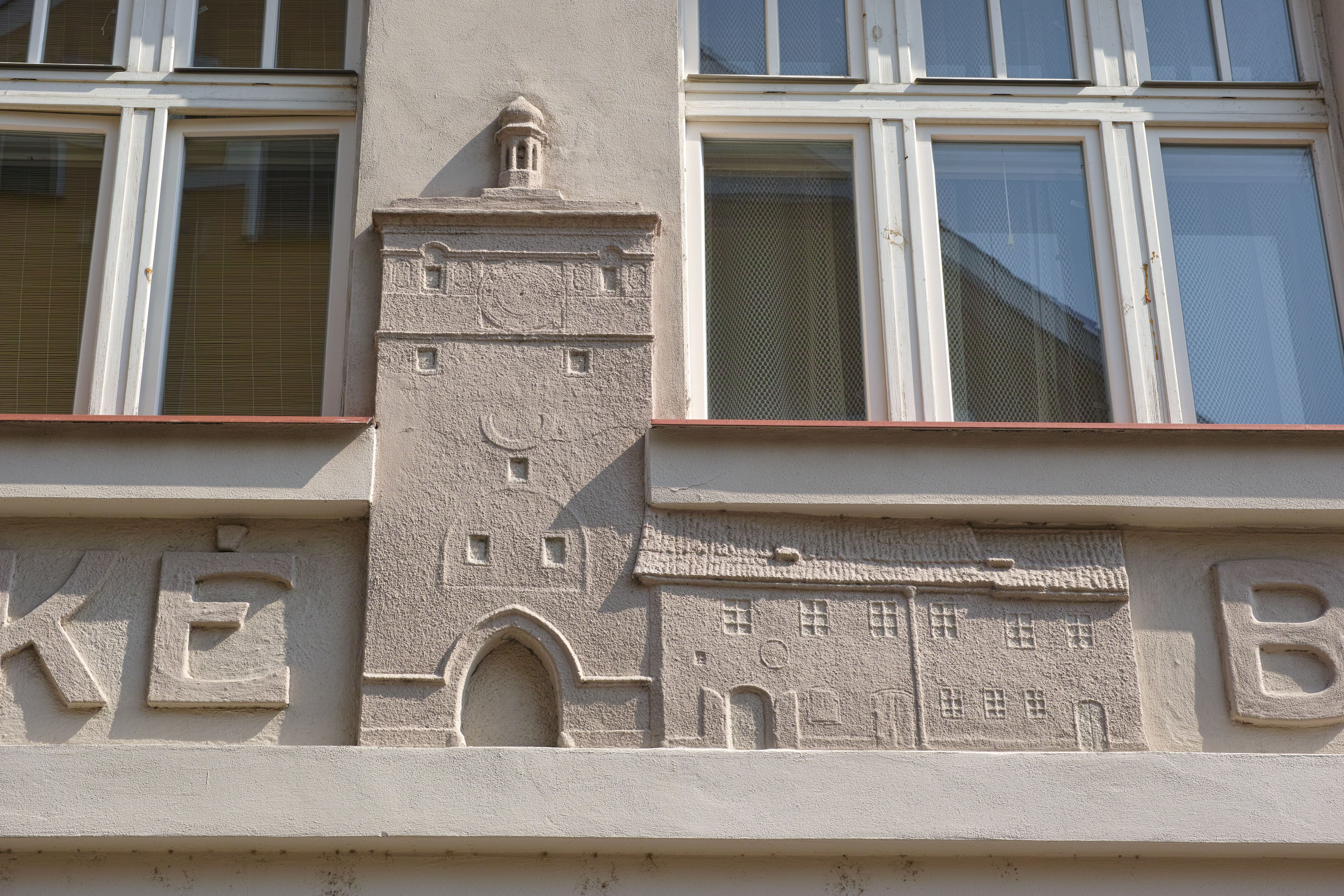
Dům U Pražské brány, plastika Pražské brány

Doposud existuje západní zeď, k níž byl přistavěn Taxbergerův dům (Krajinská 212/43). Při odstranění brány musela zůstat zachována, následně do ní byla proražena okna. Protější dům který byl postaven po zániku brány a který je podle ní pojmenován (dům U Pražské brány) nese na fasádě štukový reliéf brány včetně podoby budovy, která mu předcházela – Žáčkova neboli Rothova domu – jenž zanikl roku 1927.

### Poznámky

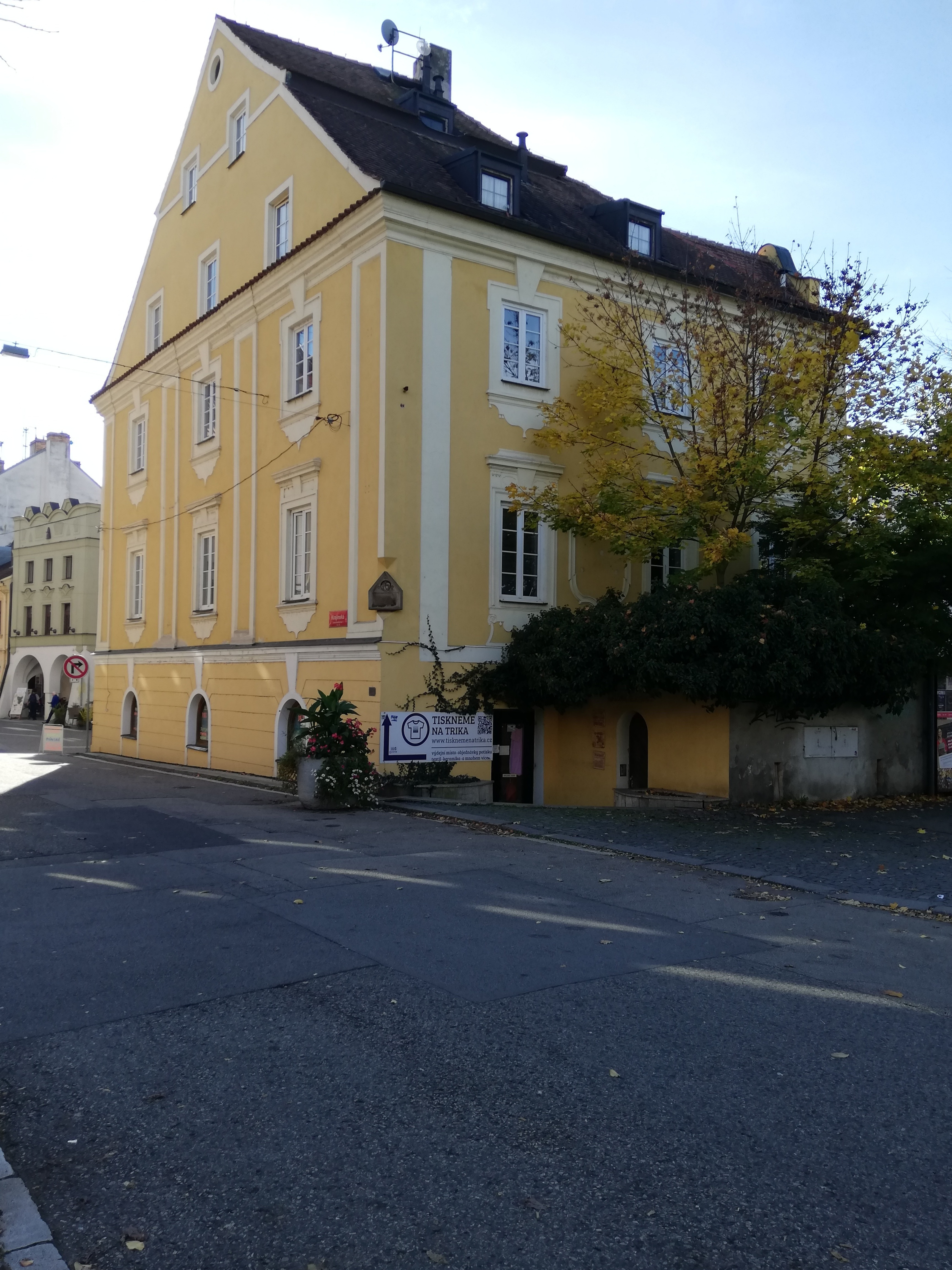
Taxbergův dům